# Javorje, Šentjur
Javorje este o localitate din comuna Šentjur, Slovenia, cu o populație de 180 de locuitori.